# Lussac-les-Églises
Pour les articles homonymes, voir Lussac.
Lussac-les-Églises est une commune française située dans le département de la Haute-Vienne, en région Nouvelle-Aquitaine.

## Géographie

### Localisation
La commune de Lussac-les-Églises est limitrophe des départements de l'Indre et de la Vienne. La grande ville la plus proche est Limoges, située à 70 km au sud.

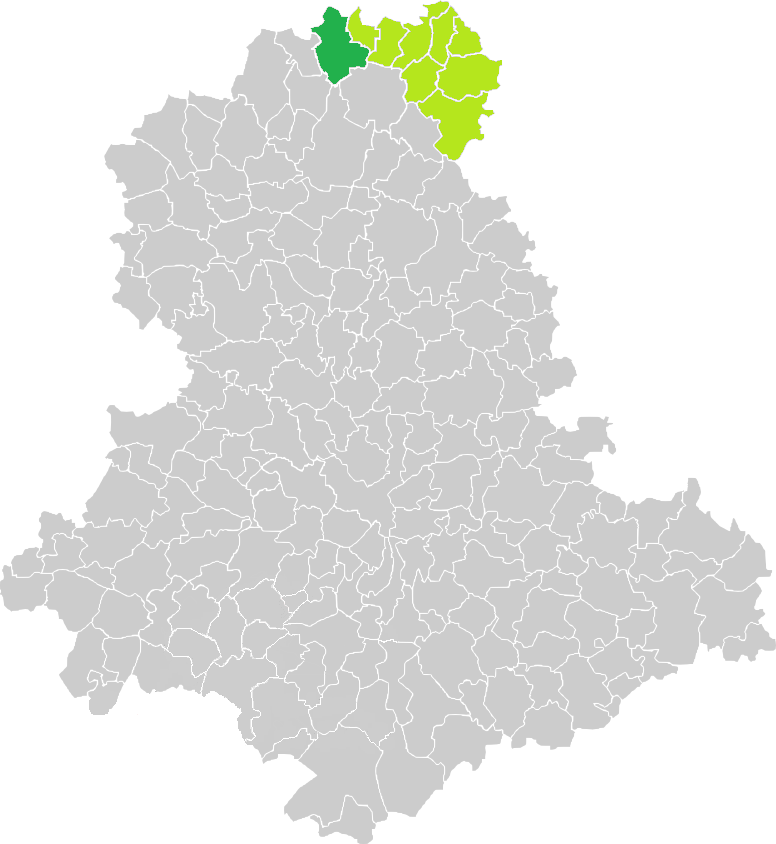
Situation de la commune de Lussac-les-Églises en Haute-Vienne.

| Brigueil-le-Chantre (Vienne) | Coulonges (Vienne) | Tilly (Indre), Saint-Martin-le-Mault |
| Verneuil-Moustiers           | Lussac-les-Églises | Jouac                                |
| Tersannes                    | Magnac-Laval       | Saint-Léger-Magnazeix                |

### Hydrographie
Le territoire communal est arrosé au nord par la rivière Benaize, et au sud par la rivière l'Asse.

### Climat
Pour des articles plus généraux, voir Climat de la Nouvelle-Aquitaine et Climat de la Haute-Vienne.
Historiquement, la commune est exposée à un climat océanique limousin.  
En 2020, Météo-France publie une typologie des climats de la France métropolitaine dans laquelle la commune est exposée à un climat océanique altéré et est dans la région climatique  Poitou-Charentes, caractérisée par un bon ensoleillement, particulièrement en été et des vents modérés.
Pour la période 1971-2000, la température annuelle moyenne est de 11,4 °C, avec une amplitude thermique annuelle de 15 °C. Le cumul annuel moyen de précipitations est de 854 mm, avec 12,4 jours de précipitations en janvier et 7,3 jours en juillet. Pour la période 1991-2020, la température moyenne annuelle observée sur la station météorologique la plus proche, située sur la commune de Magnac-Laval à 14,5 km à vol d'oiseau, est de 12,0 °C et le cumul annuel moyen de précipitations est de 880,4 mm,. Pour l'avenir, les paramètres climatiques de la commune estimés pour 2050 selon différents scénarios d’émission de gaz à effet de serre sont consultables sur un site dédié publié par Météo-France en novembre 2022.

## Urbanisme

### Typologie
Au 1er janvier 2024, Lussac-les-Églises est catégorisée commune rurale à habitat très dispersé, selon la nouvelle grille communale de densité à sept niveaux définie par l'Insee en 2022.
Elle est située hors unité urbaine et hors attraction des villes,.

### Occupation des sols
L'occupation des sols de la commune, telle qu'elle ressort de la base de données européenne d’occupation biophysique des sols Corine Land Cover (CLC), est marquée par l'importance des territoires agricoles (93,7 % en 2018), une proportion sensiblement équivalente à celle de 1990 (94,2 %). La répartition détaillée en 2018 est la suivante : 
prairies (41,3 %), zones agricoles hétérogènes (32,7 %), terres arables (19,8 %), forêts (5,3 %), zones urbanisées (0,7 %), eaux continentales (0,2 %), milieux à végétation arbustive et/ou herbacée (0,1 %). L'évolution de l’occupation des sols de la commune et de ses infrastructures peut être observée sur les différentes représentations cartographiques du territoire : la carte de Cassini (XVIIIe siècle), la carte d'état-major (1820-1866) et les cartes ou photos aériennes de l'IGN pour la période actuelle (1950 à aujourd'hui).

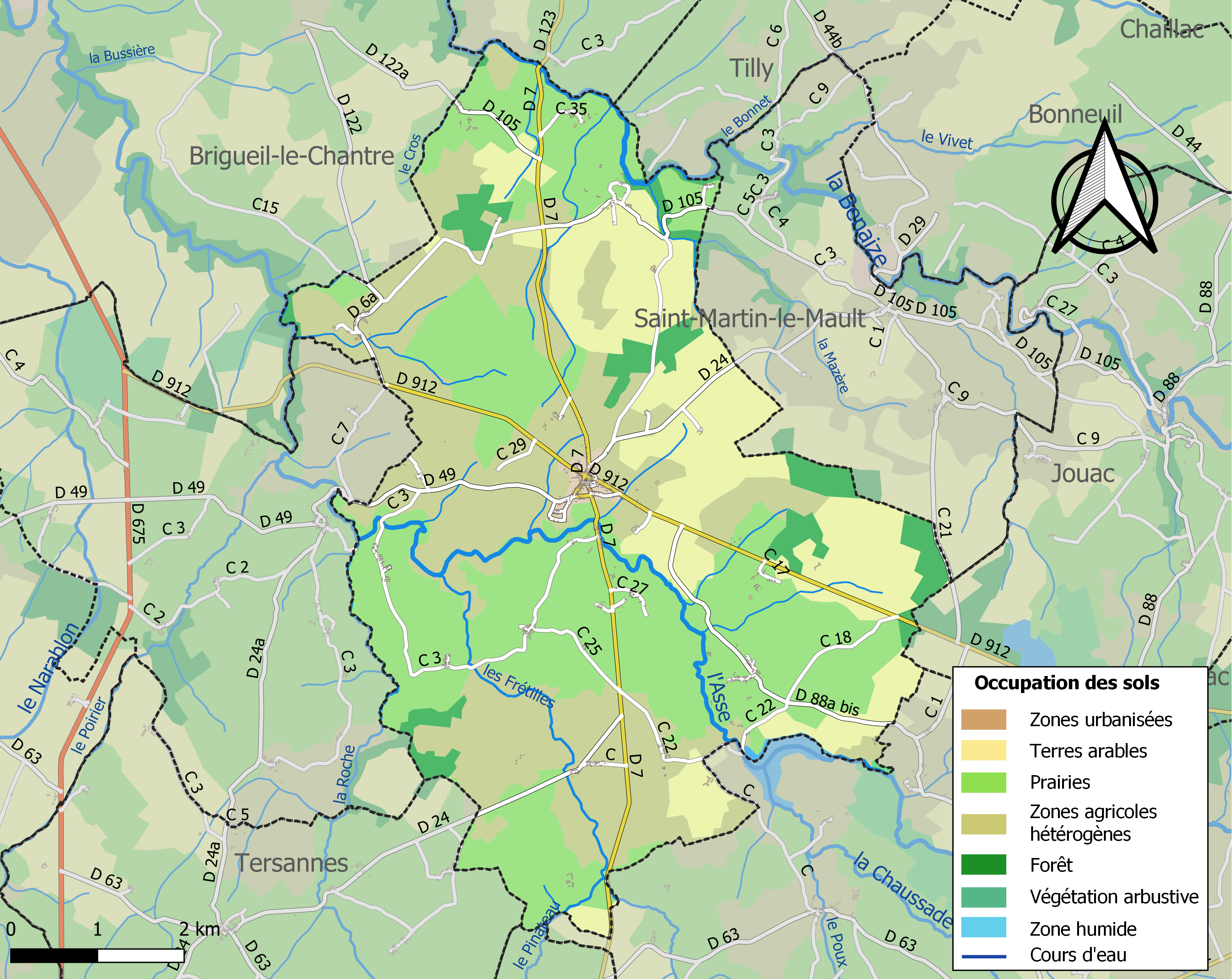
Carte des infrastructures et de l'occupation des sols de la commune en 2018 (CLC).

### Risques majeurs
Le territoire de la commune de Lussac-les-Églises est vulnérable à différents aléas naturels : météorologiques (tempête, orage, neige, grand froid, canicule ou sécheresse) et séisme (sismicité faible). Il est également exposé à un risque technologique,  le transport de matières dangereuses, et à un risque particulier : le risque de radon. Un site publié par le BRGM permet d'évaluer simplement et rapidement les risques d'un bien localisé soit par son adresse soit par le numéro de sa parcelle.

#### Risques naturels

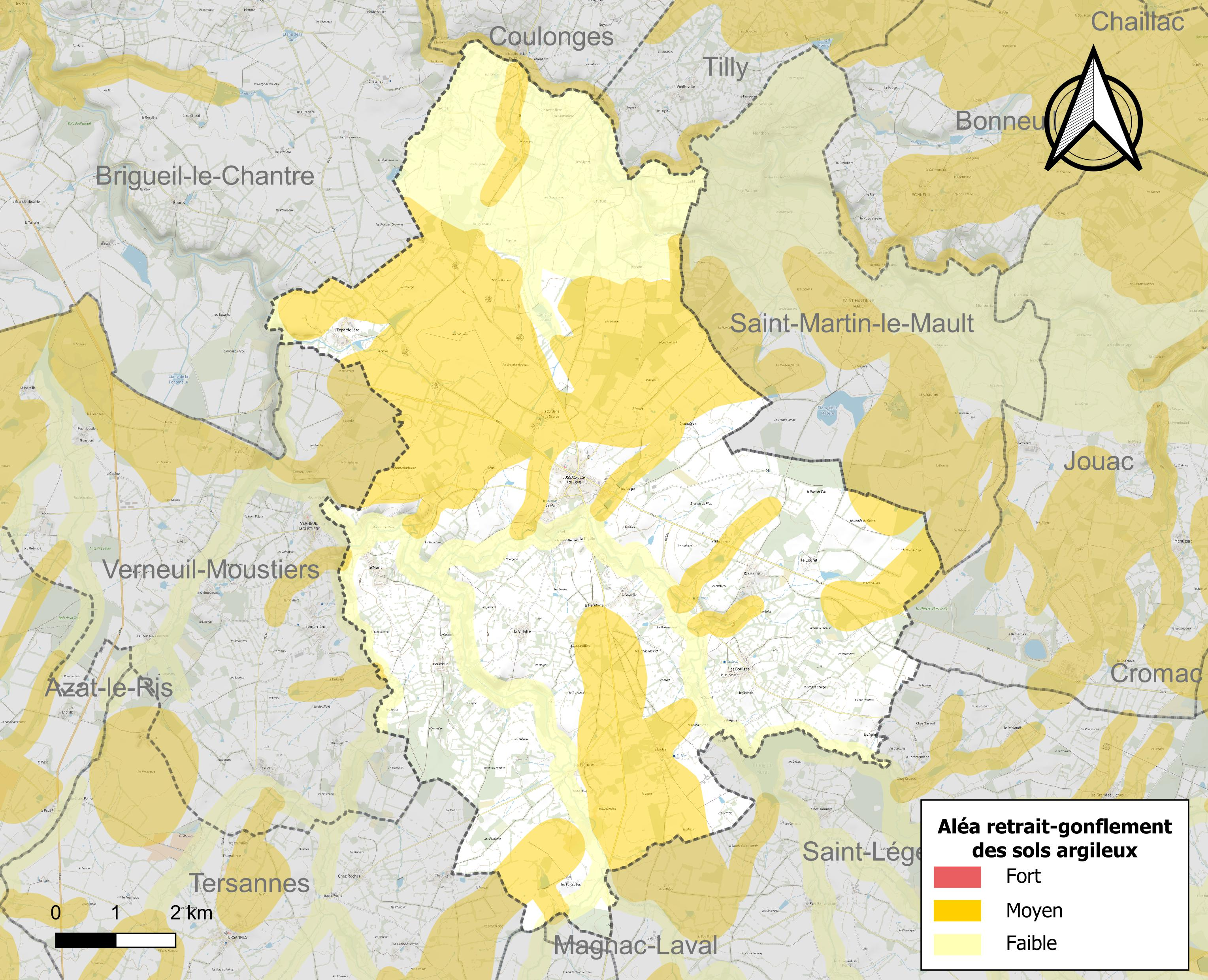
Carte des zones d'aléa retrait-gonflement des sols argileux de Lussac-les-Églises.

Le retrait-gonflement des sols argileux est susceptible d'engendrer des dommages importants aux bâtiments en cas d’alternance de périodes de sécheresse et de pluie. 38,4 % de la superficie communale est en aléa moyen ou fort (27 % au niveau départemental et 48,5 % au niveau national métropolitain). Depuis le 1er octobre 2020, en application de la loi ÉLAN, différentes contraintes s'imposent aux vendeurs, maîtres d'ouvrages ou constructeurs de biens situés dans une zone classée en aléa moyen ou fort,.
La commune a été reconnue en état de catastrophe naturelle au titre des dommages causés par les inondations et coulées de boue survenues en 1982 et 1999, par la sécheresse en 2018 et 2020 et par des mouvements de terrain en 1999.

#### Risque particulier
Dans plusieurs parties du territoire national, le radon, accumulé dans certains logements ou autres locaux, peut constituer une source significative d’exposition de la population aux rayonnements ionisants. Selon la classification de 2018, la commune de Lussac-les-Églises est classée en zone 3, à savoir zone à potentiel radon significatif.

## Toponymie
Durant la Révolution, la commune porte les noms de La Patrie et de Lussac-la-Patrie.
En occitan, le nom de la commune est Luçac.
Ses habitants sont appelés les Lussacois.

## Histoire

### L'Expardelière
L'Expardelière (L'Espardelière, Lépardelière, Lespardillière, Lesperdilliere ou encore Les Pardelieres sur la carte de Cassini), un hameau situé au nord-ouest de la commune(46° 21′ 39″ N, 1° 08′ 22″ E), était le chef-lieu d'une commanderie de l'ordre de Saint-Jean de Jérusalem (L'Hôpital-de-L'Espardelière ; L'Hospital-de-L'Esperdillière) dont la fondation par ces mêmes chevaliers paraît antérieure au XIVe siècle. Cette commanderie faisait partie du grand prieuré d'Auvergne et du diocèse de Limoges. Elle fut réunie avec la commanderie de Villejésus située à Villejésus en Charente qui comptait également un deuxième membre, à savoir Fouqueure.
Quelques commandeurs de L'Expardelière:
- sans nom, le commandeur de Esperdeler (1374-1375)[23]
- Frère Jean Calelh, commandeur de Leparselere, Leparseleria, Leparselerei (1383)[24]
- Frère Guillaume de Grolée, commandeur de Lépardelière (1530-1534, 1535)[25]
- Frère Antoine Cressin, commandeur de Lépardelière (1542, 1544)
- Frère Jean de Robinet, commandeur de Lépardelière (1570)
- Frère Ferréol Balbe, commandeur de Ville-Jesus, et Lesperdilliere (1595) ; Puis du Temple d'Ayen (?-1615)
- Frère Anne de Naberat, commandeur de Ville-Jesus, et Lesperdilliere (1602-1614)[26]; Puis du Temple d'Ayen (1616-1630)
- Frère Jean (Jehan) de Meaux, commandeur de Villejésus et de Lespardelière (1634)
- Le commandeur Gaccelepre, commandeur de Villejésus et de son membre de l'Espardelière (1655)
- César Bovier (1676-1683, 1680, 1690)[27] ; César Bonnier (1691). A été commandeur du Temple d'Ayen
- Pierre de Saint-Laurent (1696-1699)
- Michel Auteroche (1720). Commandeur de Villejésus en Charente (1729, 26 mars 1748)
- Le chevalier de Modon (1736)
- Gilbert Joset (1757)
- Charles Joset (1780)

## Politique et administration

### Jumelages
- Fleury, département de la Moselle (France) depuis 2013.

## Démographie

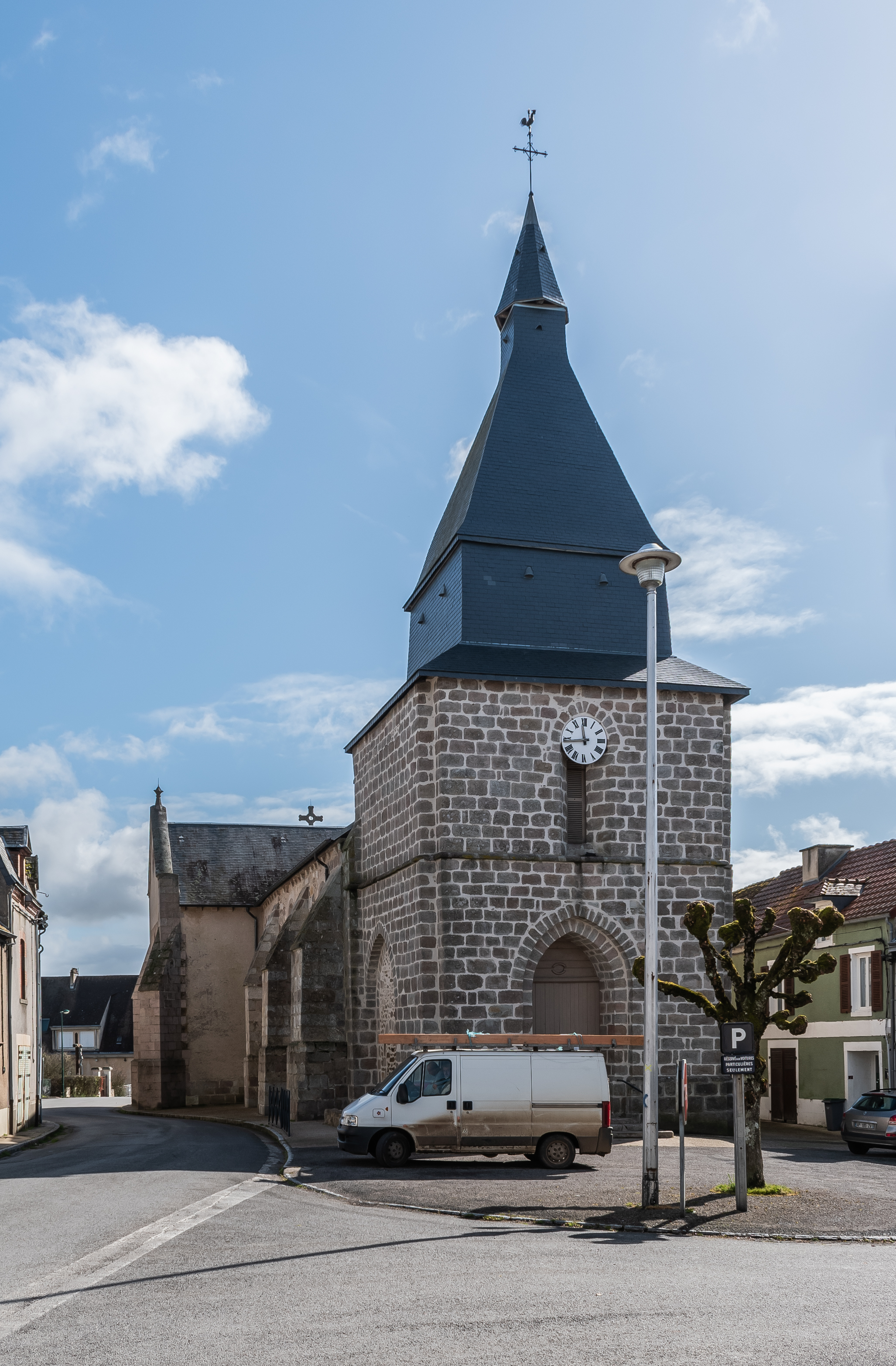
Église Saint-Martial de Lussac-les-Églises

L'évolution du nombre d'habitants est connue à travers les recensements de la population effectués dans la commune depuis 1793. Pour les communes de moins de 10 000 habitants, une enquête de recensement portant sur toute la population est réalisée tous les cinq ans, les populations de référence des années intermédiaires étant quant à elles estimées par interpolation ou extrapolation. Pour la commune, le premier recensement exhaustif entrant dans le cadre du nouveau dispositif a été réalisé en 2005.

En 2022, la commune comptait 463 habitants, en évolution de −12,14 % par rapport à 2016 (Haute-Vienne : −0,68 %, France hors Mayotte : +2,11 %).
| 1793  | 1800  | 1806  | 1821  | 1831  | 1836  | 1841  | 1846  | 1851  |
| ----- | ----- | ----- | ----- | ----- | ----- | ----- | ----- | ----- |
| 1 298 | 1 498 | 1 340 | 1 525 | 1 550 | 1 640 | 1 512 | 1 670 | 1 701 |

| 1856  | 1861  | 1866  | 1872  | 1876  | 1881  | 1886  | 1891  | 1896  |
| ----- | ----- | ----- | ----- | ----- | ----- | ----- | ----- | ----- |
| 1 772 | 1 787 | 1 763 | 1 685 | 1 650 | 1 652 | 1 763 | 1 686 | 1 671 |

| 1901  | 1906  | 1911  | 1921  | 1926  | 1931  | 1936  | 1946  | 1954  |
| ----- | ----- | ----- | ----- | ----- | ----- | ----- | ----- | ----- |
| 1 651 | 1 675 | 1 646 | 1 398 | 1 370 | 1 295 | 1 327 | 1 121 | 1 021 |

| 1962 | 1968 | 1975 | 1982 | 1990 | 1999 | 2005 | 2006 | 2010 |
| ---- | ---- | ---- | ---- | ---- | ---- | ---- | ---- | ---- |
| 984  | 912  | 838  | 818  | 699  | 588  | 506  | 496  | 490  |

| 2015 | 2020 | 2022 | - | - | - | - | - | - |
| ---- | ---- | ---- | - | - | - | - | - | - |
| 524  | 466  | 463  | - | - | - | - | - | - |

## Culture locale et patrimoine

### Lieux et monuments
- Église Saint-Martial de Lussac-les-Églises.

### Personnalités liées à la commune
- François de Bourdelle, premier chirurgien du roi Louis XIV et bienfaiteur de Lussac-les-Églises[33].

### Héraldique
| Armes de Lussac-les-Églises | Les armes de Lussac-les-Églises blasonnent ainsi : Écartelé d'hermine à la bordure de gueules et d'azur semé de fleurs de lys d'or à la bande brochante de gueules chargée de trois lionceaux d'argent ; sur le tout d'argent aux trois merlettes de sable. |

## Pour approfondir